# Tivoli (New York)
Tivoli è un villaggio degli Stati Uniti d'America, situato nello stato di New York, nella contea di Dutchess.